# 菊池真琴
菊池 真琴（きくち まこと、1991年9月22日 - ）は、日本の女優である。東京都出身。イトーカンパニー所属。
2023年6月9日、芸名を大森 亜璃紗に改名したことを発表。

## 出演

### 映画
- 元気屋の戯言（2012年ゆうばり国際ファンタスティック映画祭出品、監督：上原源太） - ヒロイン・シオン 役
- こっくりさん 恋獄版（2014年6月29日、監督：竹川透）
- 劇場版 零 ゼロ（2014年9月26日、監督：安里麻里）
- ゆがみ。呪われた閉鎖空間 第5話「×印の手袋」（2014年11月22日、監督：夏目大一郎） - 主演・カナコ 役
- リアル鬼ごっこ（2015年7月11日、監督：園子温） - みお 役
- 教科書にないッ!（2016年6月18日、監督：佐々木詳太） - 拝互レイカ 役
- 教科書にないッ! 2（2016年6月19日、監督：佐々木詳太） - 拝互レイカ 役
- あの日々の話（2019年4月27日、監督：玉田真也）[3]

### 舞台
- 劇団UTY 第2回本公演「東京シェアリング」（2013年、劇場HOPE、演出：阿部裕樹）
- 劇団FULLMONTYプロデュース公演「渇いた欲望」（2013年、シアター・バビロンの流れのほとりにて、演出：渋谷崇博）

### ミュージック・ビデオ
- Pablo「aiwana」（2014年）
- Aimer「蝶々結び」（2019年）

### ネット配信ドラマ
- 絶恐体感キモダメシ「白い女」（2014年、BeeTV）

### テレビドラマ
- 戦う!書店ガール 第1話 - 第3話（2015年、関西テレビ） - 書店員 役
- コウノドリ 第1シリーズ（2015年、TBS） - 看護婦 役
- 臨床犯罪学者 火村英生の推理 第2話（2016年1月24日、日本テレビ）
- ラヴソング 第5話（2016年5月9日、フジテレビ）
- 営業部長 吉良奈津子 第6話（2016年8月25日、フジテレビ）
- 家売るオンナ 第10話（2016年9月14日、日本テレビ）
- CRISIS 公安機動捜査隊特捜班 第9話・第10話（2017年6月6日・6月13日、関西テレビ） - 岩尾悠美 役
- コウノドリ 第2シリーズ（2017年、TBS） - 看護婦 役
- ブラックペアン 最終話（2018年6月24日、TBS）
- 相棒 season17 第10話（2019年1月1日、テレビ朝日） - 藤野リサ 役
- ノーサイド・ゲーム 第8話（2019年9月1日、TBS）

### テレビ番組
- 24時間テレビ 42「人と人 〜ともに新たな時代へ〜」（2019年8月25日、日本テレビ）

### CM
- リクルートカード「お買いもの」篇（2013年）
- エステー クリアフォレスト「北海道のトドマツオイル」篇、「β-フェランドレン」篇、ほか（2013年）[4]
- あきんどスシロー「カニづくし祭り」篇（2014年）
- 大塚製薬 オロナインH軟膏「さわる知る100 屋久杉にさわる」篇（2015年）
- 積水ハウス「少女の成長」篇（2015年）

### 広告
- POLA リクルート・フォーラム 2018 広告「これからだ、私。」篇（2018年）[5]